# Helicosingula leucadendri
Helicosingula leucadendri är en svampart som beskrevs av P.S. van Wyk, Marasas, Baard & Knox-Dav. 1985. Helicosingula leucadendri ingår i släktet Helicosingula, divisionen sporsäcksvampar och riket svampar.   Inga underarter finns listade i Catalogue of Life.